# Girondins Ngaoundéré
Le Girondins Ngaoundéré est un club de football camerounais basé à Ngaoundéré. Il dispute ses matchs à domicile au stade Ndoumbé Oumar.
La date exacte de fondation du club n'est pas connue.

## Histoire
Le club évolue pendant trois saisons consécutives en première division, de 1999 à 2001. Il se classe 8e du championnat en 1999, ce qui constitue sa meilleure performance.

## Grands joueurs
- William Modibo
- Zena Félix
- Awalou Mamilo
- Sanda Dakouass
- Bachir
- Abdoul Aziz (le fer)
- Moustapha zenga
- Sadjo haman(caramba)
- Bacca roy
- Ouba Zidane
- Bango (de la peinture)
- Salatou (le dribbleur)
- Aoudou (bawo)
- Younousa Bouba oumarou
- Leo (de la frappe)
- Emile (le baroudeur)